# Monteverdi Tiara
De Monteverdi Tiara is een luxe sedan uit de topklasse die van 1982 tot 1983 geproduceerd werd door de Zwitserse autofabrikant Monteverdi. De wagen was gebaseerd op de toenmalige Mercedes-Benz S-Klasse. Dit was de laatste personenwagen die door Monteverdi op de markt werd gebracht.

## Specificaties
De Tiara was gebaseerd op de Mercedes-Benz W126 S-klasse met verlengde wielbasis. De Tiara gebruikte de volledige aandrijflijn, inclusief de viertraps automatische versnellingsbak, evenals het interieur, de deuren en de beglazing van het basisvoertuig. De externe aanpassingen waren beperkt tot een herontwerp van de voor- en achterkant en de bumpers.
Het gestroomlijnde ontwerp van de S-klasse werd vervangen door een hoekig ontwerp met een verticaal, zwaar verchroomd radiatorrooster met vier ronde koplampen. De spatborden vooraan werden ook gewijzigd en de Tiara kreeg een nieuwe motorkap die kleiner en vlakker was. De vorm van de koplampen met hun omlijsting in chroom was een typerend kenmerk van Monteverdi dat terugging tot de High Speed-serie. Achteraan was de lijn van de kofferbak ook meer hoekig ontworpen en werden de achterlichten van de Peugeot 505 gebruikt. Ook de bumpers waren nieuw: in plaats van de massieve bumpers in kunststof van Mercedes-Benz werd gekozen voor smalle bumpers met een verchroomde rand. Dit alles gaf de Tiara een ietwat gedateerd uitzicht in vergelijking met de vloeiende lijnen van de S-klasse.
Voor de aandrijving gebruikte Monteverdi de twee grootste motoren die beschikbaar waren in de S-klasse: de 3,8L M116 V8-motor en de 5,0L M117 V8-motor, die respectievelijk 204 pk en 231 pk leverden.
In tegenstelling tot de Sierra, waar het interieur nog grotendeels door Monteverdi zelf ontworpen was, werd  voor de Tiara het interieur van Mercedes-Benz integraal overgenomen met als enige aanpassing het stuurwiel dat van een Monteverdi-logo voorzien was. De Tiara had de compleet beschikbare uitrusting van de S-klasse, inclusief airconditioning en enkele geavanceerde systemen zoals ABS en airbags. Op verzoek konden ook enkele typische Monteverdi-opties geleverd worden, zoals een televisie of een dictafoon.

## Productie
Op het Autosalon van Genève in 1982 presenteerde Monteverdi drie exemplaren van de Tiara. De nieuwprijs van de Tiara bedroeg 172.000 CHF, ongeveer het dubbele van een vergelijkbare Mercedes-Benz S-klasse. Of er nog meer exemplaren gebouwd werden is twijfelachtig, aangezien Monteverdi in 1984 gestopt is met de productie van auto's.
Een van de drie originele exemplaren werd in 2015 verwoest bij een brand in een voormalig fabrieksgebouw in Winterthur.

## Galerij

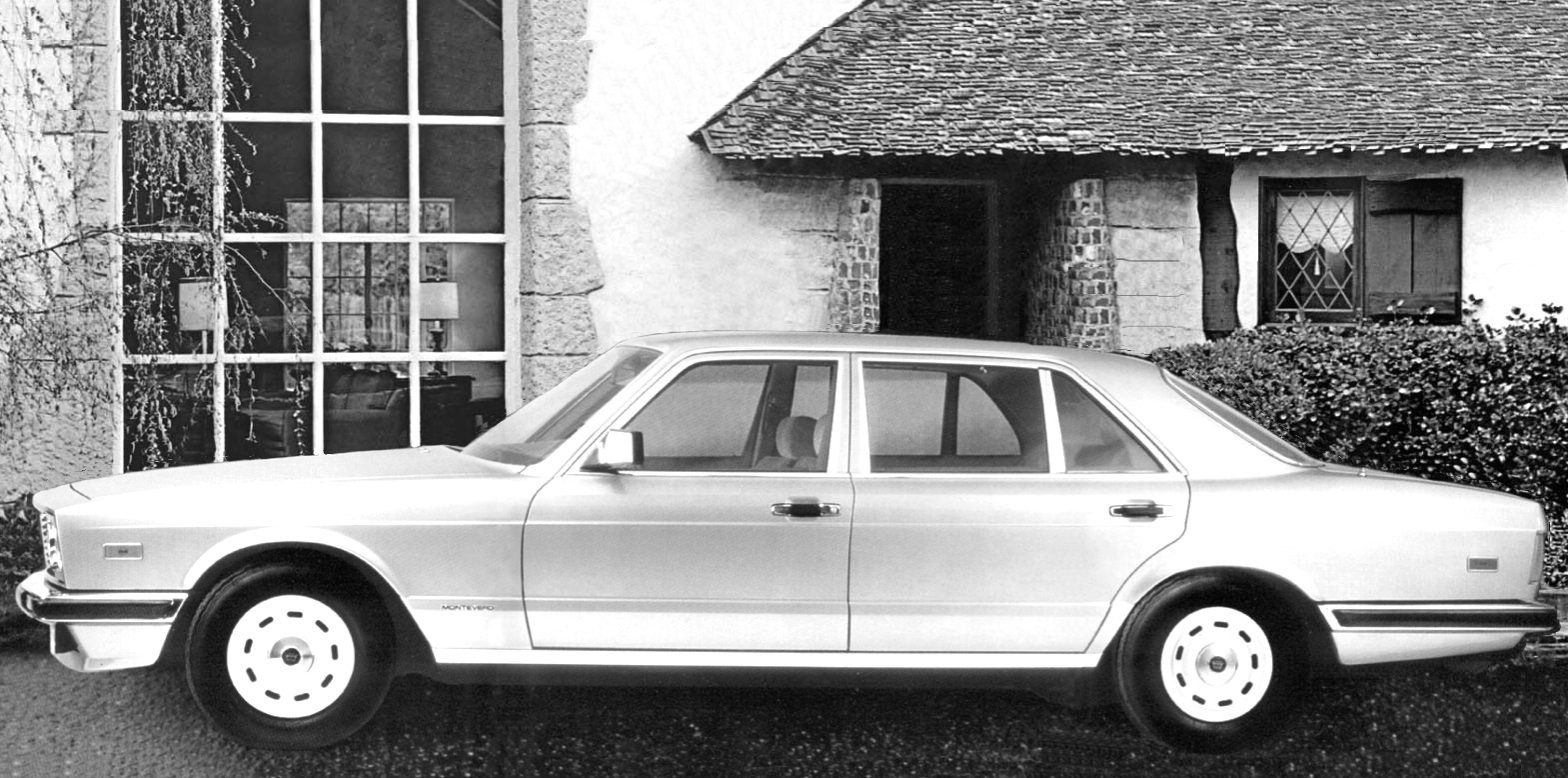
Monteverdi Tiara, zijaanzicht
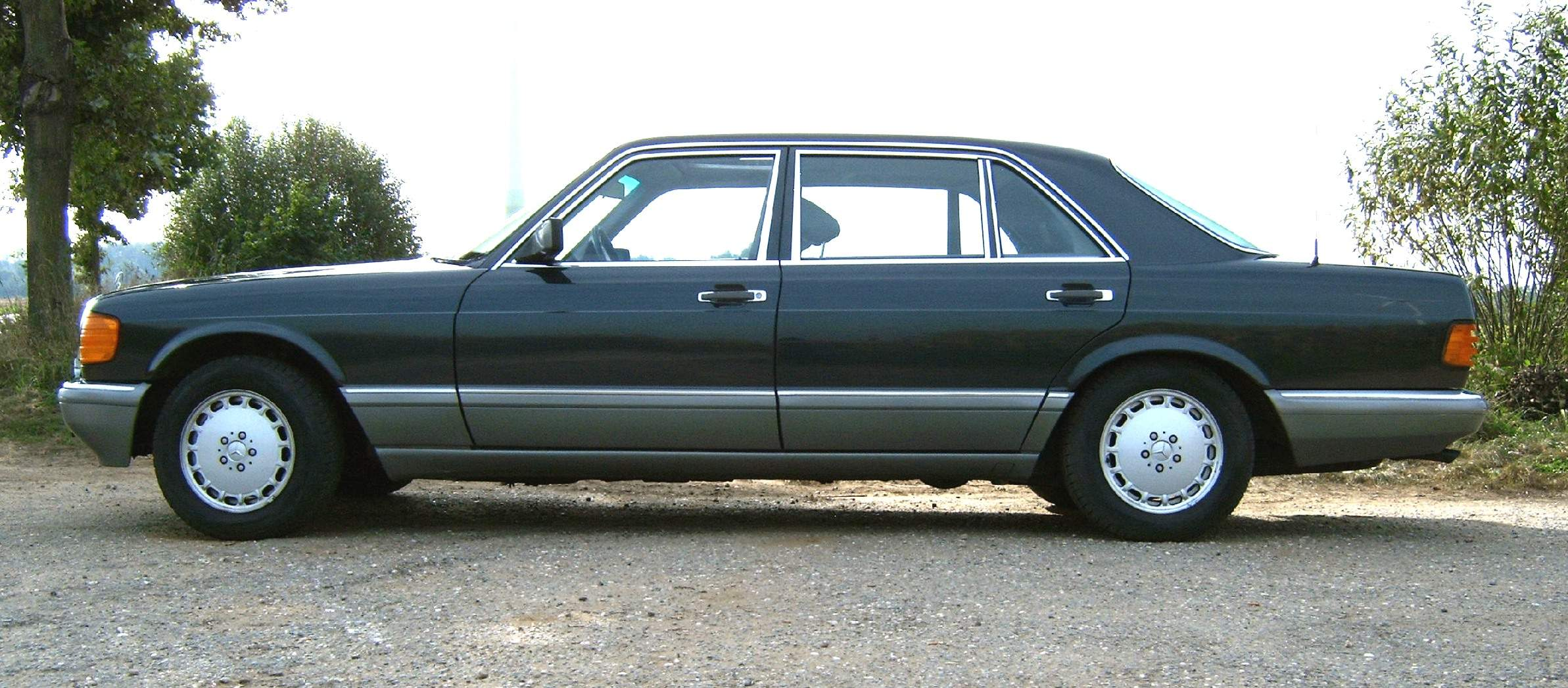
Mercedes-Benz W126 S-klasse, het basisvoertuig voor de Tiara
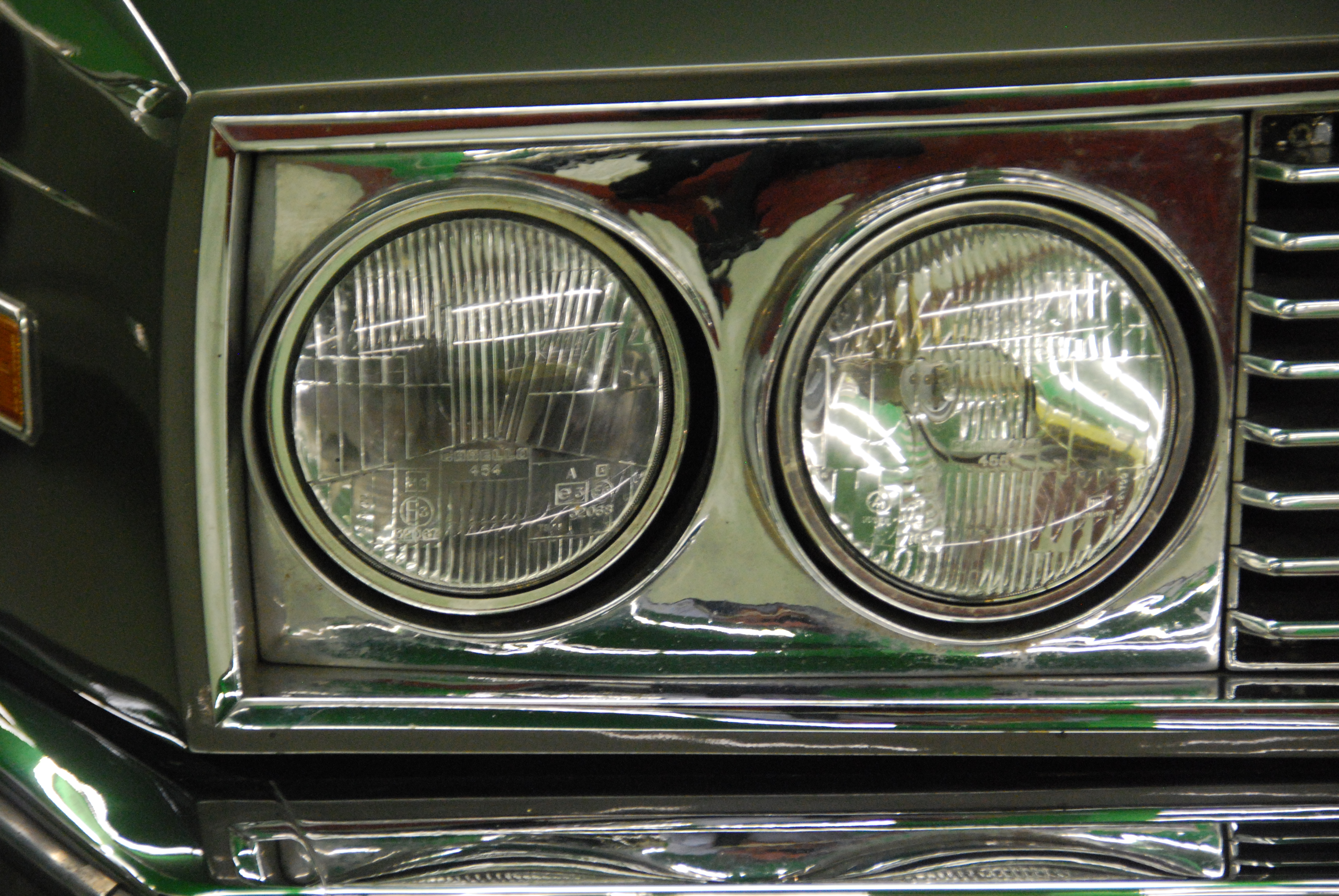
Dubbele ronde koplampen met een omlijsting in chroom, een typerend Monteverdi stijlkenmerk